# Steve Porcaro
Steven Maxwell "Steve" Porcaro (Hartford, Connecticut; 2 de septiembre de 1957) es un músico y compositor estadounidense, reconocido por ser el tecladista de la banda de rock Toto. Aparte de su trabajo con Toto, Porcaro compuso la música para la canción "Human Nature" y produjo los sintetizadores para "The Girl Is Mine", ambas de Michael Jackson. También ha ejercido como músico de sesión para artistas y bandas como Yes, Jefferson Airplane y Chris Squire.
A diferencia de sus compañeros en Toto, Porcaro generalmente no contribuye como cantante, pues no se considera un buen vocalista. Abandonó Toto en 1987 después del lanzamiento del álbum Fahrenheit para dedicarse de lleno a la composición. Sin embargo, Porcaro continuó trabajando con sus antiguos compañeros de banda en labores de asistencia y composición. Volvió a tocar con la banda en vivo en 2010, participando en la grabación del álbum Toto XIV en 2015.